# 楊幼炯

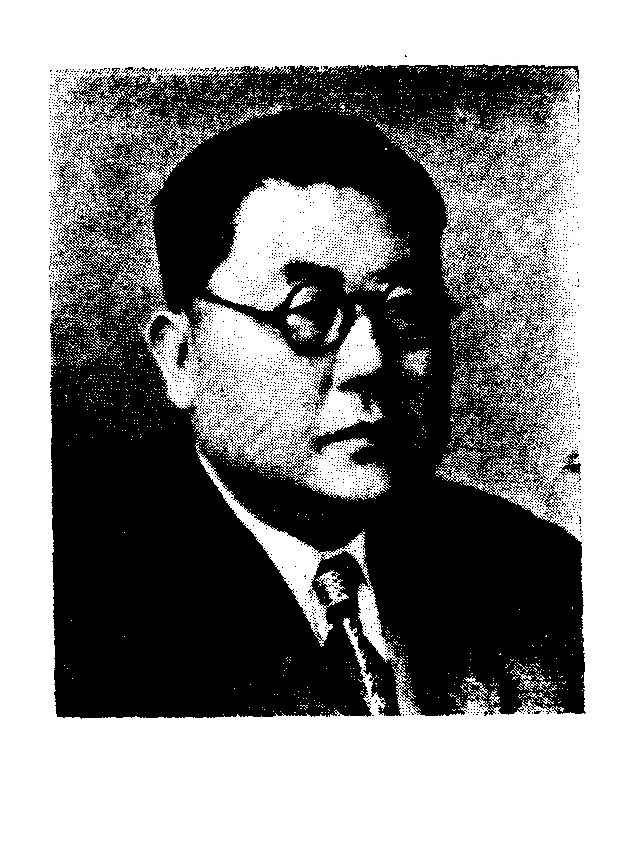
楊幼炯近照

杨幼炯（1901年—1973年12月5日）字熙清，号复斋，湖南常德人。中华民国政治学家、法学家、记者、政治人物。

## 生平
早年，杨幼炯留学日本。归国后，毕业于上海复旦大学，获得政治学学士学位。杨幼炯曾先后参加现代评论社、中国社会科学社、中华学艺社等团体。杨幼炯历任《神州日报》记者，中央通讯社总编辑，国立中央大学、上海法政大学、中国公学、暨南大学、司法院法官训练所教授，建国法商学院院长，《中华日报》总主笔、常务监察人。还曾任民智书局编译所主任、中山文化教育馆研究部主任、丛书审查委员、《中山文化教育馆季刊》编委、立法委员等职。
1973年12月5日，杨幼炯在台湾逝世。 

## 著作
- 楊幼炯，近時國際問題與中國，1927年
- 楊幼炯，三民主義概論，1928年
- 楊幼炯，俄國革命史，1928年
- 楊幼炯，蘇俄民族政策之解剖，1929年
- 楊幼炯，三民主義建設之原理，1930年
- 楊幼炯，社會學述要，1931年
- 楊幼炯，現代社會主義述評，1933年
- 楊幼炯、符彪，各國政治制度，1935年
- 楊幼炯，近代中國立法史，1936年
- 楊幼炯，中國政治思想史，1937年
- 楊幼炯，五權憲法之思想與制度，1940年
- 楊幼炯，政治建設論，1942年
- 楊幼炯，國家建設原理，1946年
- 楊幼炯，近世民主憲政之新動向，1947年
- 楊幼炯，當代中國政治學，1947年
- 楊幼炯，中國立法史，1960年
- 楊幼炯，三民主義思想體系之認識，1962年
- 楊幼炯，中國近代法制史，1962年
- 楊幼炯，南國紀勝，1962年
- 楊幼炯，各國政府與政治，1963年
- 楊幼炯，當代政治思潮與理論，1965年
- 楊幼炯，當代政法思潮與理論，1965年
- 楊幼炯，三民主義之理論與制度，1965年
- 楊幼炯，國父的政治學說，1965年
- 楊幼炯，中國政黨史，1966年
- 楊幼炯，政治科學總論，1967年
- 楊幼炯，國父政治學說，1975年
- 楊幼炯，民權主義論文集，1979年
- 楊幼炯，中國農村問題，2009年

## 荣誉
- 三等景星勋章（1946年1月1日批准[3]）